# A Risota
A Risota : semanário humoristico, teatral, desportivo e charadistico foi mais um concorrente num tempo de feroz competição no negócio das gargalhadas (concorrendo com Os Ridículos e O Xuão, também direcionados ao mesmo público alvo). Esta publicação humorística vem alegrar os lisboetas entre fevereiro e maio de 1908, num total de 11 números, vendidos a 10 centavos cada. No conjunto dos temas abordados nunca a política era tocada; na sua maioria os assuntos giravam à volta do teatro, desporto e humor, misturados com charadas e gazetilhas, muitas delas escritas sob pseudónimos por alguns amigalhaços, quer do diretor, quer dos redatores principais. Foram estes, respetivamente, Casimiro Sá Rocha, coadjuvado por Jorge Grave (secretário da redação), Alexandre Certã (redactor principal), Miguel Loureiro, Carlos Teles e Álvaro Garcia.